# Sant Josep de la Muntanya (Tortosa)
Sant Josep de la Muntanya és una ermita de Tortosa (Baix Ebre) inclosa a l'Inventari del Patrimoni Arquitectònic de Catalunya.

## Descripció
L'ermita és situada a uns 1,5 km al N de Tortosa, en una zona on actualment hi ha una urbanització de segones residències. S'hi accedeix des del carrer Providència, al barri del Rastre, per una carretera força escarpada. L'actual edifici és modern.
Consta d'una planta rectangular de tres naus interiors, separades per una arcada de mig punt per banda. Al davant se li afegeix un petit porxo exterior amb arc escarser i al darrere un petit absis de planta semicircular amb dues estances auxiliars adossades. La nau central és més alta i presenta a nivell de façana una espadanya de coronament d'una sola campana. Cobertes de teulada a doble vessant. Exterior arrebossat i emblanquinat, amb carreus de pedra en els basaments dels pilars i altres emmarcaments. Interior força auster i també emblanquinat. Enfront l'ermita hi ha una petita capella-peiró coronada per una fornícula d'inspiració clàssica amb les figures de Sant Josep i el Nen, i la inscripció "Sant Josep de la Montanya 1913-1943". A l'absis de l'ermita hi ha una placa amb la inscripció "Sant Josep de la Montanya en record a Josep Garcia Alonso juliol 1987". Darrere l'església hi ha una pista esportiva i un magatzem fet modernament amb l'ajuda de Caixa de Tarragona.

## Història
L'actual edifici en substitueix un de més antic d'una sola nau, fet amb carreus i maçoneria, que s'havia enrunat.